# رز ویلسون
رز ویلسون (به انگلیسی: Rose Wilson) یک شخصیت خیالی در کتاب‌های کامیک آمریکایی منتشر شده توسط دی‌سی کامیکس است. او هم به عنوان دشمن، و هم یکی از اعضای تیم ابرقهرمانی تایتان‌های نوجوان، و دختر شخصیت دث‌استروک به‌شمار می‌رود. این شخصیت توسط نویسنده مارو وولفمن و طراح آرت نیکولز خلق شده‌است که برای اولین بار در شمارهٔ ۳۴ از دث‌استروک (اکتبر ۱۹۹۲) حضور پیدا کرد.و معشوقه جیسون تاد(رد هود) است.
رز ویلسون در فصل دوم از مجموعه تلویزیونی تایتان‌ها با هنرنمایی چلسی ژانگ حضور دارد.